# 谷田 (白井市)
谷田（やた）は、千葉県白井市の大字。郵便番号270-1414。

## 地理
北は清戸、北西は桜台、東は武西、南東は印西市武西、南は八千代市小池、西は船橋市小野田町に隣接している。

## 世帯数と人口
2017年（平成29年）10月31日現在の世帯数と人口は以下の通りである。
| 大字 | 世帯数 | 人口  |
| ---- | ------ | ----- |
| 谷田 | 93世帯 | 218人 |

## 小・中学校の学区
市立小・中学校に通う場合、学区は以下の通りとなる。
| 番地 | 小学校             | 中学校             |
| ---- | ------------------ | ------------------ |
| 全域 | 白井市立桜台小学校 | 白井市立桜台中学校 |

## 施設
- 富塚地区消防センター
- 東京電力富塚変電所
- 西輪寺
- 太子堂西輪寺
- 矢ノ橋台北公園
- 富塚沖第一ポンプ

## 交通

### 道路
- 国道
  - 国道16号
- 都道府県道
  - 千葉県道280号白井流山線